# Seznam uměleckých realizací ve veřejném prostoru v Řepích
Seznam uměleckých realizací v Řepích v Praze 17 obsahuje tvorbu výtvarných umělců umístěnou ve veřejném prostoru v katastrálním území Řepy. Seznam je řazen podle ulic a nemusí být úplný.

## Seznam uměleckých realizací
| Název               | Fotografie                                                  | Lokace                                                   | Autor                       | Rok            | Popis           | Poznámka                                                       |
| ------------------- | ----------------------------------------------------------- | -------------------------------------------------------- | --------------------------- | -------------- | --------------- | -------------------------------------------------------------- |
| Po lázni            |                                                             | Bendova 50°4′4,45″ s. š., 14°18′27,6″ v. d.              | Břetislav Benda (1897–1983) | instalace 1989 | socha, bronz    | socha pochází z roku 1939                                      |
| Lachtan             |                                                             | Laudova 1024/10 50°3′59,59″ s. š., 14°18′48,38″ v. d.    | Jan Lauda (1898–1959)       | 1953           | socha, bronz    | 1989–2013 umístěna v bazénku na zahradě Zbraslavského kláštera |
| Cesty poznání       |                                                             | Laudova 1024/10 50°3′59,68″ s. š., 14°18′50,82″ v. d.    | Jan Bartoš (*1947)          | 1989           | socha, kámen    | atrium školy                                                   |
| Mír                 | Kategorie „Mír (Vojtěch Adamec)“ na Wikimedia Commons       | Makovského 50°3′48,12″ s. š., 14°18′39,76″ v. d.         | Vojtěch Adamec (1933–2011)  | 1988           | socha, pískovec | atrium                                                         |
| Interiérový reliéf  |                                                             | Makovského 1349/2a 50°3′52,87″ s. š., 14°18′30,94″ v. d. | neuveden                    | 1989           | reliéf, kov     | interiér pošty                                                 |
| Poutač na poště (†) | Kategorie „Sculpture at Makovského 2a“ na Wikimedia Commons | Makovského 1349/2a 50°3′52,87″ s. š., 14°18′30,94″ v. d. | neuveden                    | 1989           | reliéf, beton   | OC Řepy; odstraněno při rekonstrukci                           |
| Člověk a příroda    |                                                             | Mrkvičkova 50°4′2,19″ s. š., 14°19′1,11″ v. d.           | Pavel Přikryl (*1940)       | 1988           | socha, pískovec | osazeno 1990                                                   |
| Dilema              |                                                             | Socháňova 1139/19 50°3′49,52″ s. š., 14°18′19,74″ v. d.  | Bohumil Zemánek (1942–1996) | 1988           | socha, bronz    | základní škola atrium                                          |